# 保土ヶ谷郵便局
保土ヶ谷郵便局（ほどがやゆうびんきょく）は神奈川県横浜市保土ケ谷区にある郵便局。民営化前の分類では集配普通郵便局であった。

## 概要
住所：〒240-8799 神奈川県横浜市保土ケ谷区川辺町2-8

### 併設施設
- ゆうちょ銀行保土ヶ谷店（さいたま支店保土ヶ谷出張所）：取扱店番号020280

## 沿革
- 1871年4月20日（明治4年3月1日） - 日本の近代郵便制度の創設とともに保土ヶ谷郵便取扱所として開設[1]。
- 1873年（明治6年） - 保土ヶ谷郵便役所となる[1]。
- 1875年（明治8年）1月1日 - 保土ヶ谷郵便局（四等）となる[1]。
- 1886年（明治19年）2月1日 - 貯金取扱を開始[1]。
- 1890年（明治23年）4月1日 - 為替取扱を開始[1]。
- 1966年（昭和41年）8月15日 - 保土ケ谷区帷子町二丁目から、同区川辺町に局舎を新築、移転[2]。
- 1998年（平成10年）9月1日 - 外国通貨の両替および旅行小切手の売買に関する業務取扱を開始
- 2007年（平成19年）10月1日 - 民営化に伴い、併設された郵便事業保土ヶ谷支店、ゆうちょ銀行保土ヶ谷店に一部業務を移管。
- 2012年（平成24年）10月1日 - 日本郵便株式会社発足に伴い、郵便事業保土ヶ谷支店を保土ヶ谷郵便局に統合。

## 取扱内容

### 保土ヶ谷郵便局
- 郵便、印紙、ゆうパック、内容証明
- 生命保険、バイク自賠責保険、自動車保険
- 地方公共団体事務（横浜市バス利用券・横浜市電車利用券等の交付）
- 「240-00xx」区域（横浜市保土ケ谷区の全域）の集配業務
- ゆうゆう窓口

### ゆうちょ銀行保土ヶ谷店
- 貯金、貸付、為替、振替、振込、国際送金、外貨両替、トラベラーズチェック、国債、投資信託、変額年金保険
- ATM

## 周辺
- 横浜市保土ケ谷区役所
- 保土ケ谷警察署
- 保土ケ谷消防署
- AEON(イオン)天王町店
- コーナン保土ヶ谷星川店

## アクセス
- 相鉄本線 星川駅（北口）から徒歩約8分
- 横浜市営バス、神奈中バス、相模鉄道バス 峯小学校前停留所、もしくは峰岡町停留所下車
- 横浜新道 峰岡出口から南東に約700m、藤塚ICから北東に約3km
- 国道16号沿い
- 駐車場あり：8台